# Чарлз Робърт Ашби
Чарлз Робърт Ашби (на английски: Charles Robert Ashbee) е английски архитект, дизайнер и предприемач с водеща роля за развитието на движението Изкуства и занаяти в Англия.

## Биография
Роден е на 17 май 1863 година в Лондон, Англия, син на Хенри Спенсър Ашби – бизнесмен и колекционер на еротична литература. Завършва колежа Уелингтън в Бъркшър. От 1883 до 1886 г. следва история в Кралския колеж (Кингс Колидж), Кеймбридж. След обучение при архитекта Джордж Фредерик Бодли, през 1887 г. Ашби открива училище по занаяти (School of Handicraft) и през 1888 г. – свързана с него работилница (Guild of Handicraft) в Лондон. През 1902 г. Guild of Handicraft се премества в Чипинг Кампдън (Chipping Campden) в Глостършър. До 1905 г. търсенето на такава продукция силно намалява и предприятието е ликвидирано през 1907 г. The Guild of Handicraft специализира в изработка на изделия от метал, бижута, емайлирани съдове и мебели. Самият Ашби проявява интерес към разработване на цялостен жилищен дизайн, в т.ч. дизайн на мебели, декоративни предмети, камини.
След затварянето през 1897 г. на печатницата Келмскот Прес (Kelmscott Press), основана през 1891 г. от Уилям Морис, Ашби привлича много от печатарите, работили там, и основава Есекс Хаус Прес (Essex House Press). В периода 1898 – 1910 г. Есекс Хаус Прес издава над 70 заглавия.
Ашби е основател на Survey of London (Картографиране на Лондон) – проект, чиято цел е да направи историческо и архитектурно изследване на съществувалото от 1889 до 1965 графство Лондон. Инициативата на Ашби е мотивирана от желанието му да бъдат описани и съхранени старите монументи на Лондон.
От 1918 до 1922 г. той живее и работи в Йерусалим.
Умира на 23 май 1942 година в Севъноукс, Кент, на 79-годишна възраст.